# Обнова-фест
«Обнова-фест» — етнодуховний український фестиваль, який відбувається з 2008 року в Чернівцях.  

## Основна ідея
Основна ідея «Обнова-фесту» – духовне та патріотичне обновлення всіх учасників, поєднання українських традицій із сучасним арт-простором. Щороку фестиваль присвячують знаменним подіям та історичним постатям.

## Про фестиваль
Фестиваль - різновіковий, поєднує духовну, етнічну, екологічну та патріотичну складові. 
У програмі фестивалю – екуменічна молитва, благодійні акції, виступи аматорських та професійних колективів (фольклорних, танцювальних, театральних), показ виробів народних майстрів, виставки, туристичні та спортивно-патріотичні атракції, мистецтво наживо, флешмоби, суб-фестивалі бойових мистецтв, історичної реконструкції, вогнедійство, майстер-класи рукотворів (вишивка, різьба по дереву, гончарство, лозо- та сіно плетіння, писанкарство, сучасні ремесла, етнозачіски, аквагрим, гобелен, випалювання по дереву, в’язання ляльок, розпис та декорування ароматичних іграшок), покази мод, буккросинг, «Пластовий табір», «Поетично-бардівська сцена», «Кіномлин», «Вуличний університет». Окремо функціонують простір для дитячого дозвілля та зелена ресторація.
Музична частина фестивалю – понад 10 годин живої музики. У різні роки на сцені «Обнова-фесту» виступали відомі українські гурти, серед яких: Очеретяний кіт, Пропала грамота, Веремій, Тарута, Кораллі, Оратанія, Фліт, Тінь сонця, Гуцул каліпсо, Stelsi, Перкалаба, От Вінта, Мері, Мотор’ролла, Kozak System, Тартак, The ВЙО, Фома та гурт Мандри і багато інших. 
Фестиваль відбувається в Чернівецькому обласному державному музеї народної архітектури та побуту, центральному корпусі ЧНУ ім. Ю.Федьковича.

## Організатори
Організатор фестивалю – Громадська організація «Товариство українських студентів-католиків „Обнова” (м. Чернівці). 
Співорганізатори – Чернівецька єпархія УГКЦ, Чернівецька обласна державна адміністрація, Чернівецька міська рада, Чернівецький обласний музей народної архітектури та побуту, Чернівецький національний університет ім.Юрія Федьковича, Федерація українських католицьких студентських та академічних Товариств «Обнова».

## Обнова-фест за роками

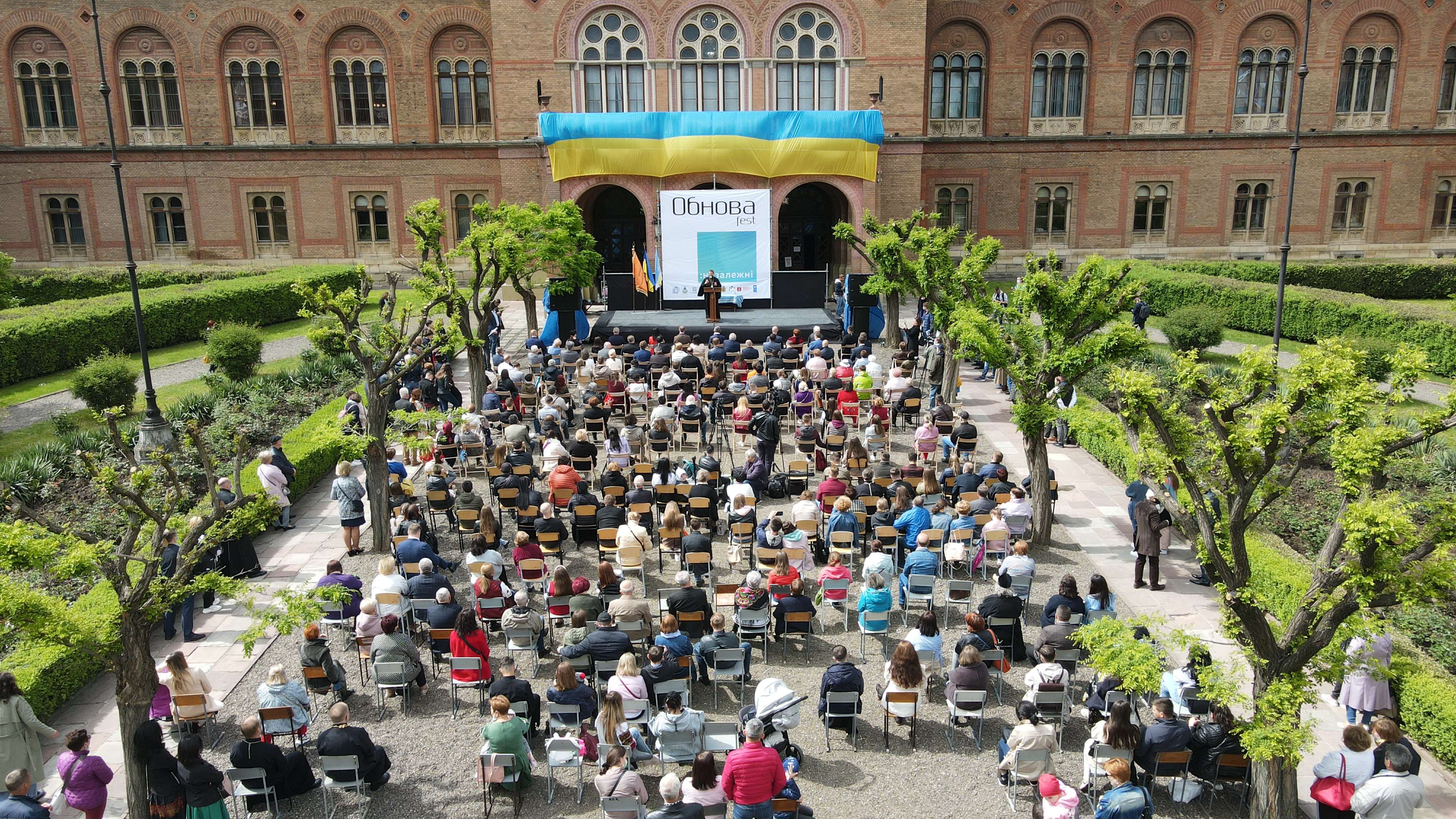
"Обнова-фест" у Резиденції ЧНУ до 30-річчя Незалежності України. Виступ Патріарха УГКЦ Святослава (Шевчука)

### 2021
30 травня. XII "Обнова-фест" вперше відбувся на новій локації - у центральному корпусі Чернівецького національного університету ім. Ю. Федьковича. Цього ж дня відбувалося святкування 200-ліття освячення Успенського Собору УГКЦ у Чернівцях та коронація ікони «Надія безнадійних».
Через пандемію коронавірусу взяти участь у події змогли обмежене коло осіб (1200 відвідувачів), проте вперше більшість фестивальних події транслювалися онлайн.
Фестиваль присвячений 30-річчю Незалежності України.
У програмі діяло 4 локації:
"Вільний університет": виступи спікерів. Патріарх УГКЦ, Блаженніший Святослав (Шевчук): «Дар Свободи», Арсеній Яценюк, Олег Турій, Мирослав Маринович: «Україні – 30: досвід, реалії та мрії», Василь Герасим’юк: «Поезія та Свобода», Леся Воронюк: «Культура як броня незалежності», Діана Попфалуші, Софія Сидоренко «Незалежні та екосвідомі», Андрій Сухарина: «Що українці знають та думають про права людини», Юрій Підлісний: "Незалежність і свобода між мораллю і політикою". Модератор: Мар'ян Лазарук.
"Літературна сцена": поетичний блок: Дмитро Рихлюк, Віталій Данищук, Лілія Сливчук, Діана Целюк, Богдан Кирста та Максим Харін (гітара), Ірина Лазоревич, Світлана Кирилюк, Інга Кейван, Василь Герасим’юк.
Презентації книг: Мирослава Мариновича «Митрополит Андрей Шептицький та принцип позитивної суми», Мирослава Лазарука «Чорторийські марева-видіння». 
Відпочинкова зона: Парламент та профспілка студентів ЧНУ імені Юрія Федьковича, Станиця Чернівці Пласту НСОУ та Gorgany, фільмопоказ – Кіномистецький центр імені Івана Миколайчука  
Музична сцена: Оркестр Буковинського ансамблю пісні і танцю та Академічний камерний хор «Чернівці» Чернівецької обласної філармонії, Тьома Паучек, Tik Tu, Zapal, Сергій Фоменко (Мандри), Сергій Присяжний (Мотор’ролла), Тартак

### 2020
Фестиваль не проводився через пандемію коронавірусу

### 2019

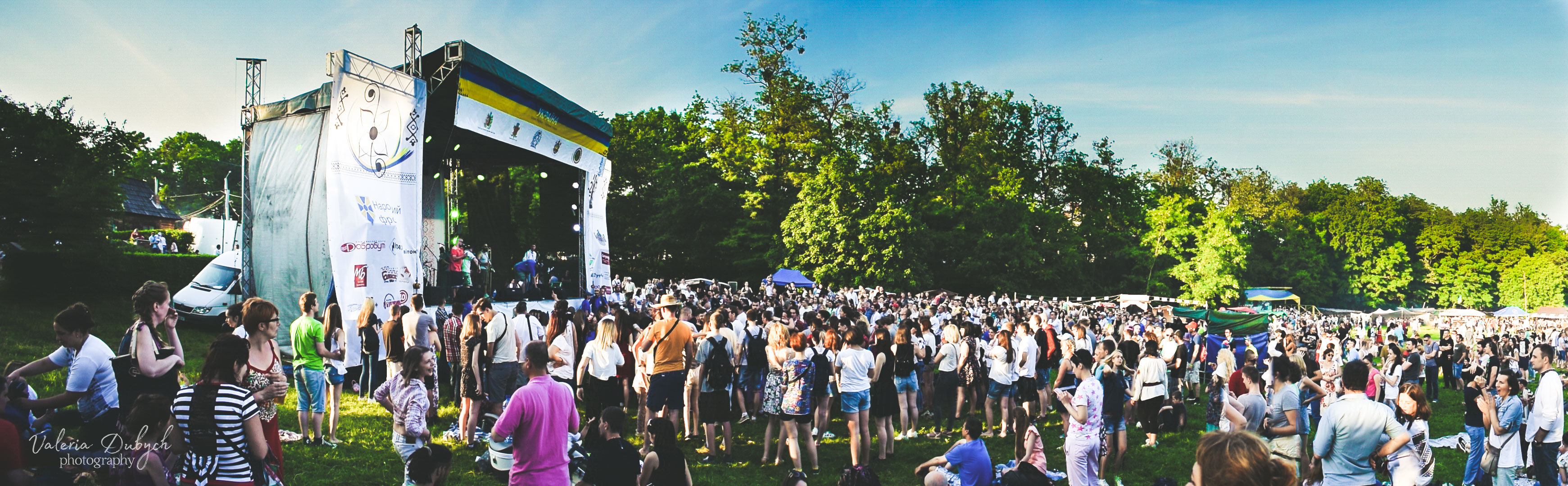
Головна сцена. Обнова-фесту 2017

16 червня. ХІ-ий "Обнова-фест" був присвячений року сім'ї, який оголосила Всеукраїнська Рада Церков, а також ювілею композитора і поета Володимира Івасюка. 
Фестиваль став знаковим завдяки встановленню національного рекорду спільного виконання «Червоної рути» Володимира Івасюка. Представники Книги рекордів України зафіксували рекорд в категорії "Масові заходи" та вручили відповідну відзнаку ТУСК «Обнова» м.Чернівці. 
Вперше на фестивалі ТУСК «Обнова» презентувало свій власний простір - «Вулична Обнова», наповнений живим спілкуванням з обновлянами, майстер-класами з  виготовлення екоблокнотів, оформленням тайстр,  мультимедійним виданням «Ukraїner» у  кінотеатрі  просто неба.   
Учасники вечірньої музичної сцени: OT VINTA, NAVKA (Марина Тимофійчук), Флайzzzа, The Doox, TOLOKA, DENOMEN, Під небом. Ведучі: Ігор Оршак і Яна Сиротюк.
Духовне наповнення: Архиєрейська Літургія у Катедральному соборі Успіння Пресвятої Богородиці, яку очолив правлячий єпископ Чернівецької єпархії УГКЦ Йосафат (Мощич); молитва за єдність та мир в Україні за участю духовенства і вірян різних конфесій на денній сцені фестивалю; молитва «Taize» та християнська медитація у традиції о.Джона Мейна OSB.
Ансамблі/колективи: «Gerdan Theatre» (м.Чернівці); народний аматорський ансамбль «Зеленчани» (с. Зелена); бандуристи: Анастасія Зварич та Іванка Старик.
Майстерні: ремісниче містечко від Клубу історичної реконструкції «Берсерк»; літній табір вивчення іноземних мов «Lingua Slavia»; фотокурси студії «Погляд» Центру юних техніків ім. Л. К. Каденюка; організація «Пласт»; Чернівецьке художнє училище; фотовиставка «Червона рута»; лінгвістичний проект «Р.І.Д.»; книгарні: «Видавництво Старого лева», «БукРек»; мотузковий лабіринт; командні ігри «Перезавантаження»; квест від SD GROUP QUEST; Червоний хрест; Чернівецький прикордонний загін.
Вуличний університет: Володимир Чупрін - лекція «Конфлікти у сім'ї», о. Руслан Боровий (модератор). 
ОБНОВАЛЕНД: створення коміксів з Катериною Генрі; авіамоделювання від Центру юних техніків ім. Л. К. Каденюка; «Teddy bear hospital» – акція студентів БДМУ,  каністерапія від Ігоря Роздобудька, планетарій, STEM-школа INVENTOR-LEGO, еко-розмальовка бандан від Наталії Дорош, майстерня слаймів магазину «Уті-путі», майстерня центру розвитку дитини «ІриСка», куточок матері та дитини, аквагрим та бульбашкове шоу.
Літературні читання: Сашко Мельник (модератор), Ана  Море, Поліна Горпач, Діана Целюк, Дмитро Рихлюк. Віталій Бирчак, Богдан Кирста, Юлія Петрук, Рту, Іванка Світляр, Ірина Лазоревич. 
Музичний супровід: «АйСіQ», «Мій брат і я».
Народні майстри: Олеся Шаргут, Віталій Савчук, Ведана Звенигородська, Jan Drum, Світлана Красовська.
Вогняна сцена: Театр вогню арт-проект «Shadows» (м.Чернівці).

### 2018
27 травня. Ювілейний Х-ий Обнова-фест присвячений пам'яті блаженнішого Любомира Гузара та 20-ій річниці товариства «Обнова» у Чернівцях. Вперше фестиваль відбувся з благословення єпископа новоствореної Чернівецької єпархії УГКЦ Йосафата (Мощича). 
А також новинкою став окремий суб-фестиваль для дітей – ОБНОВАЛЕНД. 
Учасники музичної сцени: KOZAK SYSTEM, TaRuta, МЕРІ, Кораллі, Воанергес, БУК, Decorum, ZAPAL, Еффата, Kana Band.

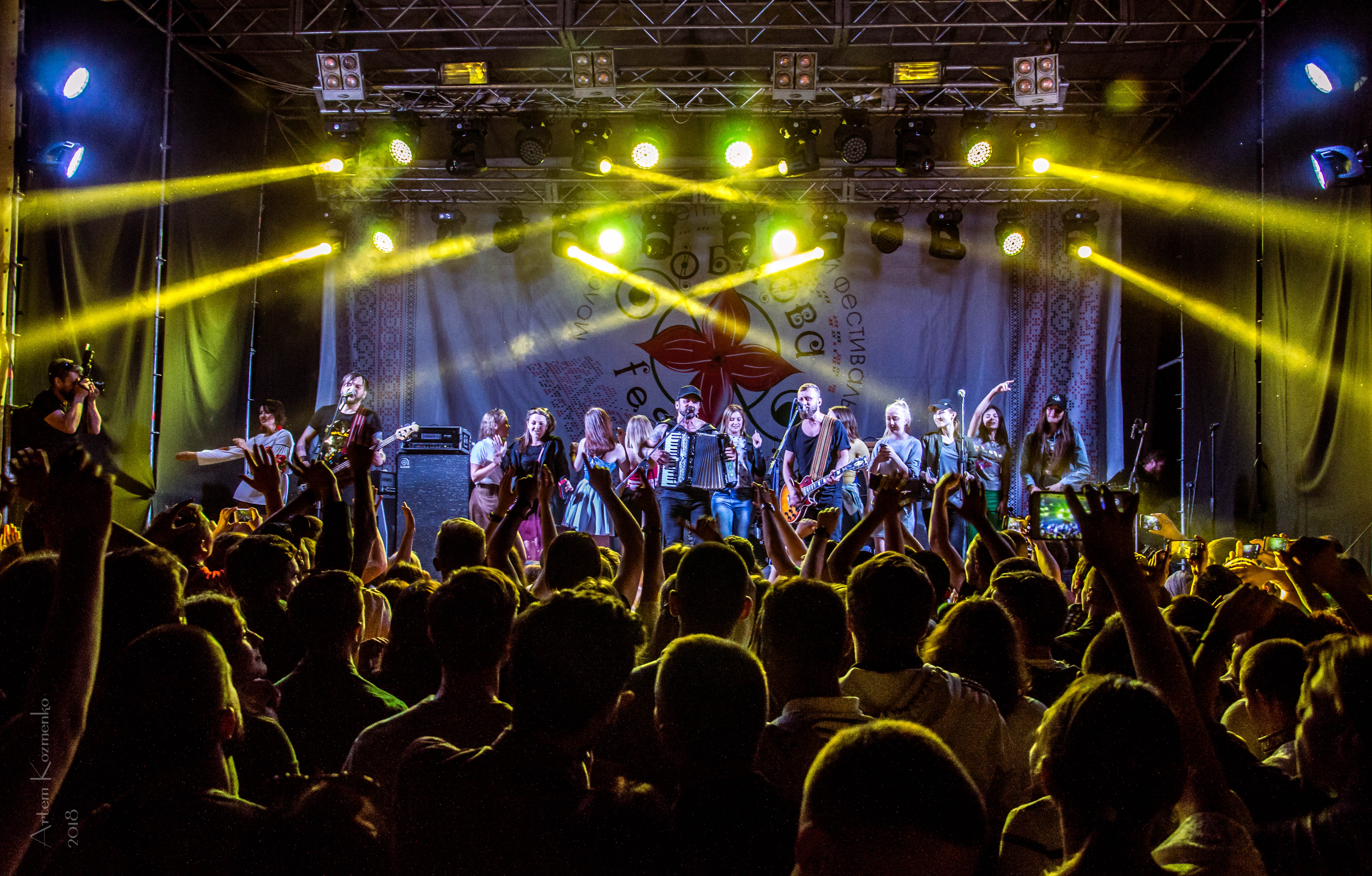
У єдиному фестивальному ритмі. Обнова-фест 2018

Ансамблі/колективи: «Слава Ісусу Христу», «Пенсія» та Ярема Стецик, театр-студія Гердан, «New Breaking Studio».
Майстерні: Чернівецький академічний театр ляльок, театр анімації Івана Бутняка, центр перукарського мистецтва «Vivat», Глибоцьке професійне училище, «Пласт».
Учасники «Вуличного університету»: Владика Йосафат (Мощич), о. Руслан Боровий (модератор), Ярема Стецик, Марія Мандрик-Мельничук, Олег Яськів, Андрій Рождественський, Євген Романенко, Іванна Світляр - роздумували над цитатою Блаженнішого Любомира Гузара «Бути Людиною».
Учасники ОБНОВАЛЕНД: «MiniBoss» (м. Чернівці) бізнес-школа, сімейний клуб «Сім'я від А до Я» (м.Чернівці), Leonardo School (Chernivtsi), ДРЦ Веселка Doladoo (м.Чернівці), банси – брат Еміліян.
Літературні читання: Максим Дупешко (модератор), Рита Швачій, Ірина Лазоревич, Надя Цвіленьєва, Олександр Мельник, Теодот Кирста, Влад Волошин, Діана Целюк, Василь Сливчик, Сергій Скальд, Іванка Світляр, Проект «РІД».
Народні майстри: Наталія Бойко, Олеся Шаргут, Інесса Флоряк, Віталій Савчук, Ведана Звенигородська, Jan Drum, Світлана Красовська.
Ведучі: Ігор Оршак і Яна Сиротюк.
Вогняна сцена: OBRIY театр огня и света (м. Київ), Sisters Project (м. Львів), формація «Тіні вогню» (м. Чернівці).

### 2017
4 червня. Фестиваль був присвячений пам'яті патріархів УГКЦ Йосипа Сліпого та Любомира Гузара. 
Учасники: «The Вйо», Фома та гурт «Мандри», «Гуцул Каліпсо», «Глорія», «Під небом», «Гудіні», «Royal Kit», «Форшлаг»
Ансамблі/колективи: «Калинове намисто», «Южинецькі молодички» (с. Южинець), «Барвистий розмай» (Чернівці), «Зеленчани» (с. Зелена).

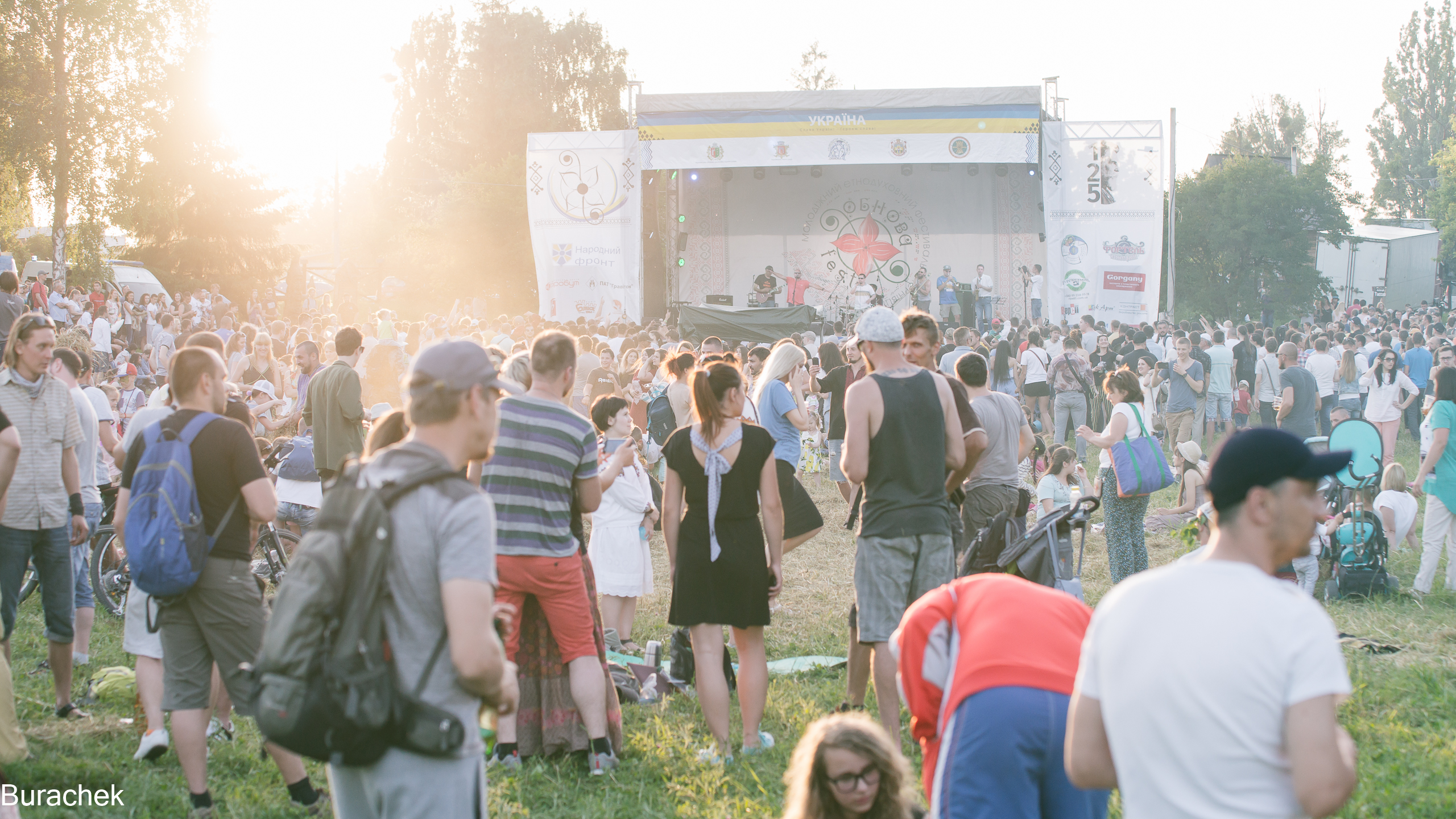
Захід сонця. Обнова-фест 2017

Майстерні: театр Родинної моди, Чернівецький академічний театр ляльок, театр анімації Івана Бутняка, Ірина Бакалим (агенція свят «Be happy»), центр перукарського мистецтва «Vivat», Глибоцьке професійне училище, магазин «Домовичок».
Вуличний університет: о.Руслан Боровий (модератор), Олег Турій, Юрій Підлісний, Сергій Фоменко, о.Ростислав Пендюк, Орест Гевак, Галина Абрам'юк.
Літературні читання: Андрій Тужиков (модератор), Роман Стадник, Олександр Мельник, Володимир Ухач, Надія Стефанишин, Дмитро Рихлюк, Аліна Вавринюк, Оля Новак, Максим Дупешко.
Народні майстри: Наталія Бойко, Христина Павлик, Анна Ротар, Марія Шпак, Ольга Кримська, Ольга Андраш, Ольга Герасименко, Ольга Топиркіна, Ксенія Прокопець, Елона Бродська, Наталія Ткачук, Аліна Тімохіна, Леся Прудіус, Світлана Денисова, Юлія Морараш, Альона Оленицька, Маріана Тьо-Запал, Наталія Ткачук, Христина Моргун, Марина Абрамова, Олеся Шаргут, Анастасія Циганеску, Надія Буковинська, Ірина Кім, Христина Лудчак, Наталія Кіцанюк, Наталія Татарінова, Мирослава Юрійчук, Інна Голіната, Михайло Чайківський, Юлія Рудан, 

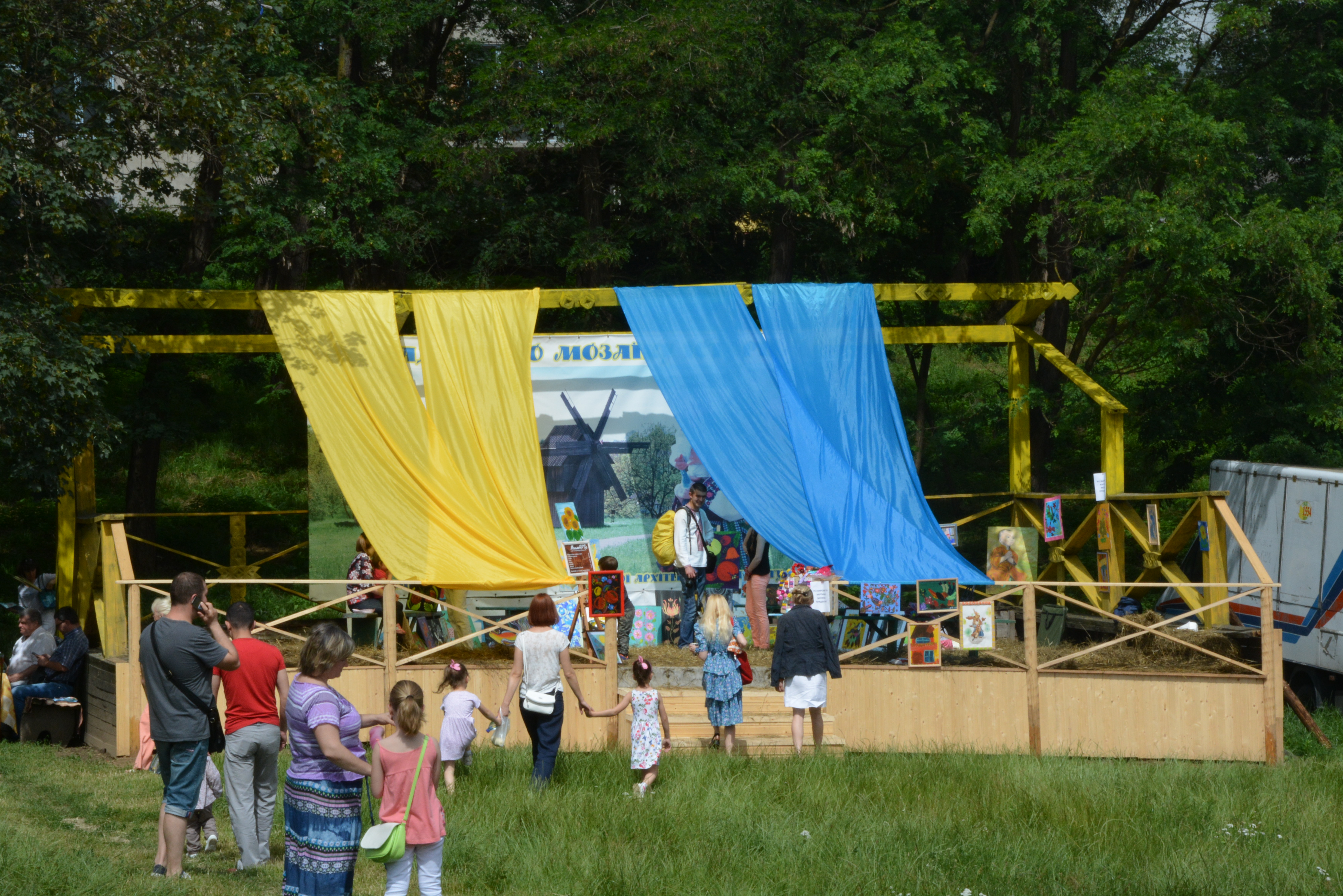
«Мистецька шіфа». Обнова-фест 2016

### 2016
19 червня. Фестиваль був присвячений Року Божого Милосердя [Архівовано 14 січня 2018 у Wayback Machine.]. Вперше на фестивалі відбулися «Вуличний університет» та «Вогняна сцена». 
Учасники: «Kozak System», «Гуляйгород», «Los Colorados», «Триставісім», «Друже музико», «Монополія», «Марі Кюрі», «Двері боком», «Три кроки в ніч», «Територія душі», Яна Сиротюк, «Zion» та спільнота «Благословення», хор «Осанна».
Вуличний університет: Андрій Гречанюк (модератор), Олексій Каспрук, о.Володимир Боровий, Ганна Скорейко, Богдан Сторощук, Мирослав Лазарук. 
Літературні читання: Роман Стадник, Христя Венгринюк, Ірина Скрипник, Леся Воронюк, Іванка Стефюк, Ольга Мацо, Аліна Вавринюк, Денис Майданюк, Василь Сливчик, Олександр Федорюк, бард Дмитро Факас, гурт ДіагноzZ, Андрій Тужиков (модератор).
Майстерні: о.Назар Мицко (Екологічна комісія УГКЦ), «АнімОтор» (Роман Демуш, Комісія у справах Молоді УГКЦ), навчальний центр перукарського мистецтва «Vivat», ГО «Дорогою життя», Чернівецьке вище комерційне училище КНТЕУ, студія живопису «МонмАРТ», Street workout, цивільний корпус полку «Азов», 
Народні майстри: Наталія Бойко, Валентина Передерій, Надія Малая, Тетяна Забідовська, Ксенія Прокопець, Ірина Кирилко, Інесса Флоряк, Лідія Павлюк, Олига Топиркіна, Катерина Бутняк, Інесса Катишева.
Вогняна сцена: формація «Тіні вогню»(м.Чернівці), «Амбер» (Одеса), «BerCanA» (Київ).

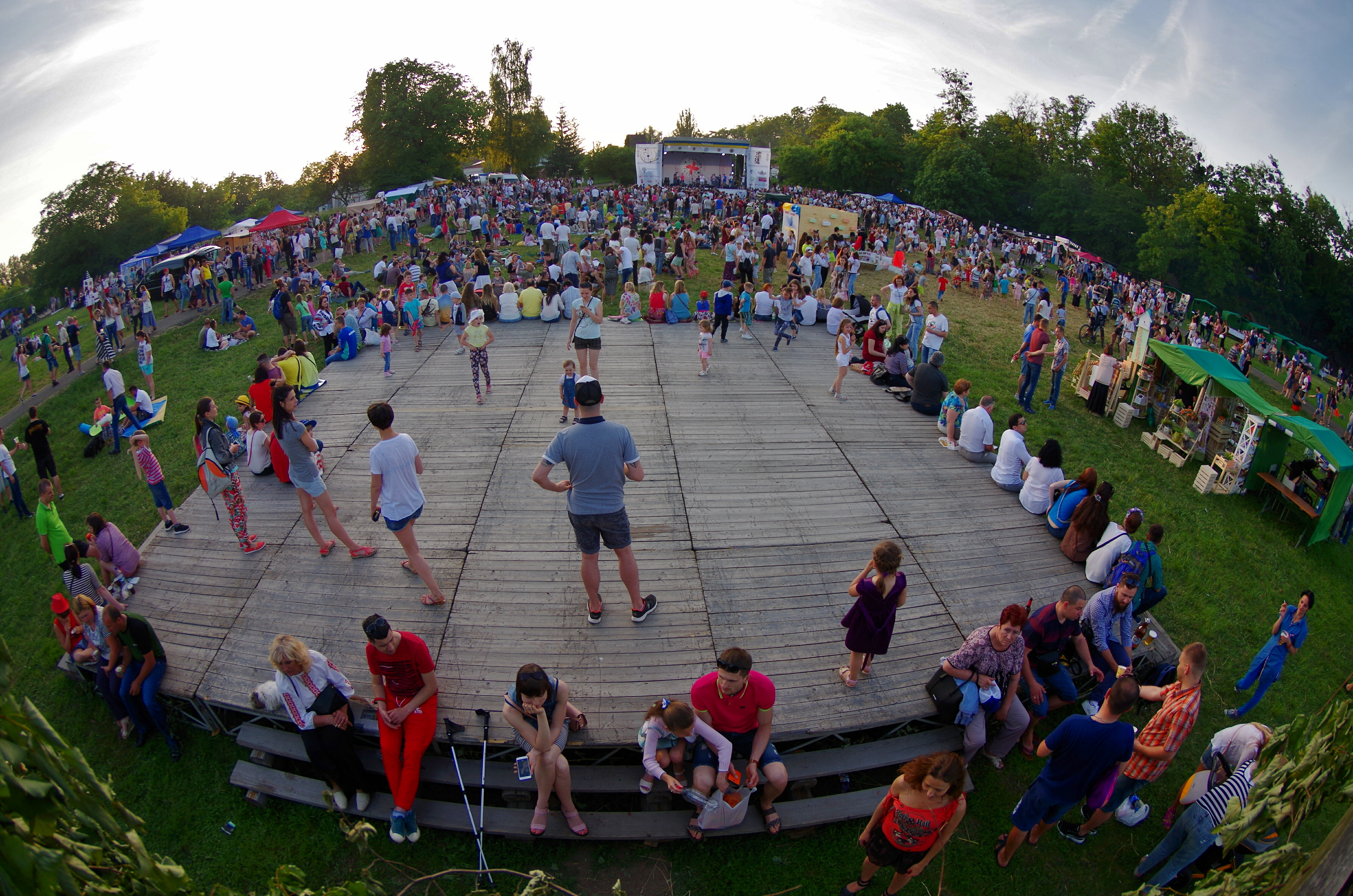
Погляд з гори. Обнова-фест 2017

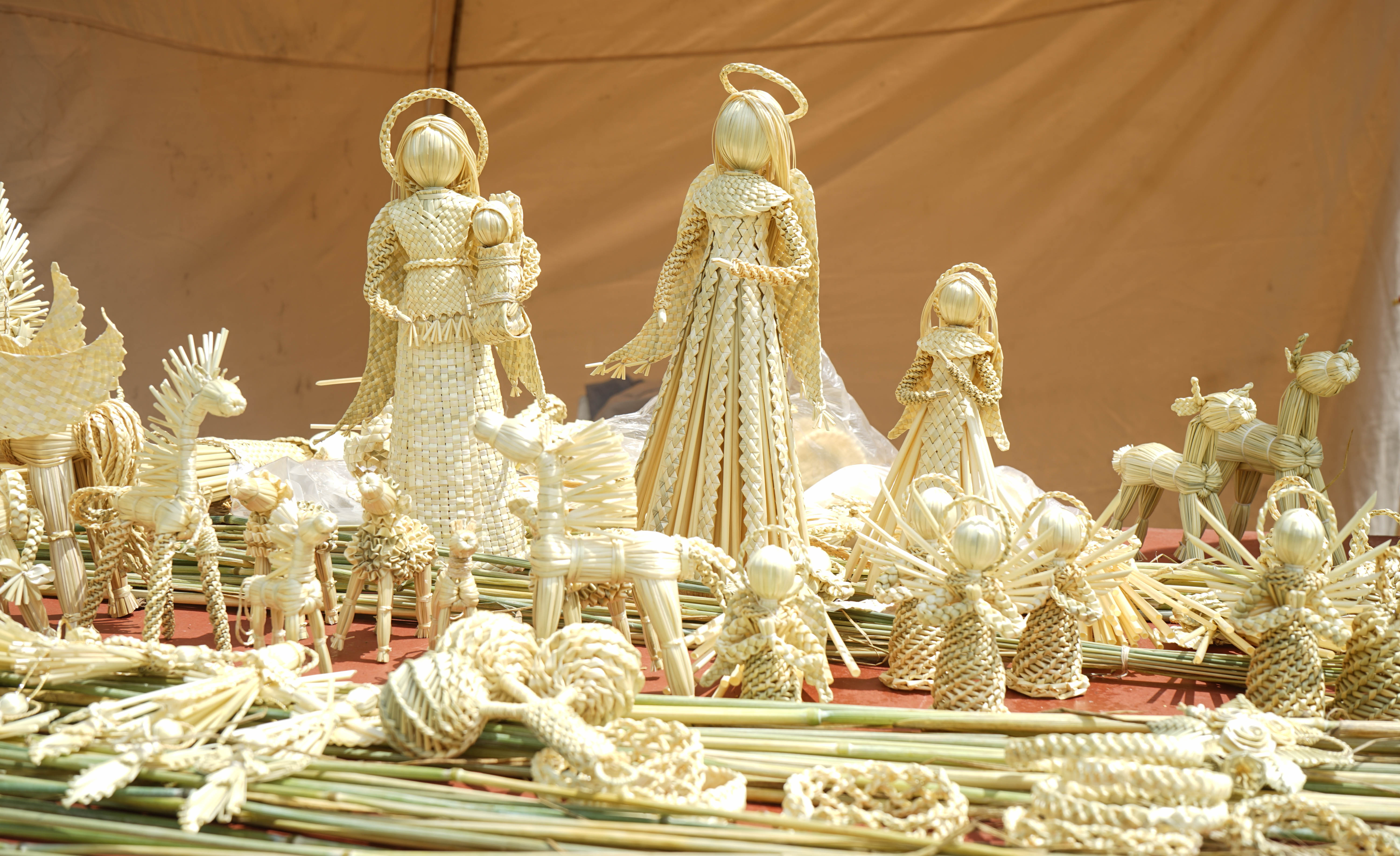
Рукотвори Наталії Бойко. Обнова-фест

### 2015
31 травня. Фестиваль був присвячений 150-річчю від дня народження Митрополита Андрея Шептицького. Лейтмотивом фестивалю стало вшанування пам’яті героїв України, які полягли за її незалежність у різні періоди, а також моральна підтримка усіх громадян нашої держави та допомога українській армії.
Учасники : «Мотор'ролла», «ТаРута», «ДримбаДаДзига», «Бандурбенд», «Патроничі», «Ремікс», Христина Охітва, Микола Задора, театр-студія «Гердан», «БУК», октет «Теофорос», формація «Тіні вогню»,
Владислав Боднарчук (Тернопільська обл.), Тарас Винник (Чернівці), 
Чернівецький академічний обласний театр ляльок, клуб «Сім’я від А до Я», хобі-крамниця «Дирижабль», «Щирі даруночки», центр перукарського мистецтва «Vivat», ГО «Дорогою життя», «Крамниця добра» (Львів).
Дизайнери: Любомира Влад-Зайцева, Анна Арич, Віталіна Ніколаєвич
Чернівецька обласна федерація Панкратіону, Чернівецький осередок Бойового Гопака, військово-історичні дружини «Чорна Галич» (Львів) та «Сталевий БУК» (Чернівці), Чернівецька обласна організація Товариства Червоного Хреста України, Чернівецьке вище комерційне училище КНТЕУ, станиця Чернівці Пласту НСОУ, Цивільний корпус полку «Азов» (Чернівці), та Відділ волонтерської служби ДУК (Правий сектор, Чернівці), ГО «Волонтерський рух Буковини».
Народні майстри: Євгенія Грицку, Світлана Красовська, Тетяна Дутчак, Олена Тимчук, Інесса Флоряк, Наталка Новікова, Любов Бурковська, Антоніна Кутрань, Валентина Передерій, Юлія Морараш, Ксенія Прокопець, Оленка Мензак, Лідія Павлюк, Ольга Топиркіна, Ольга Греля, «Галицький коваль».
Літератори: Надія Руснак , Жора Євич (Київ), Богдан Грубий (Перківці), Христя Венгринюк (Чернівці), Ірина Лазоревич (Брошнів-Осада), Роксолана Никифорук (Делятин), Макс Дупешко (Чернівці), Роман Стадник (Чернівці).

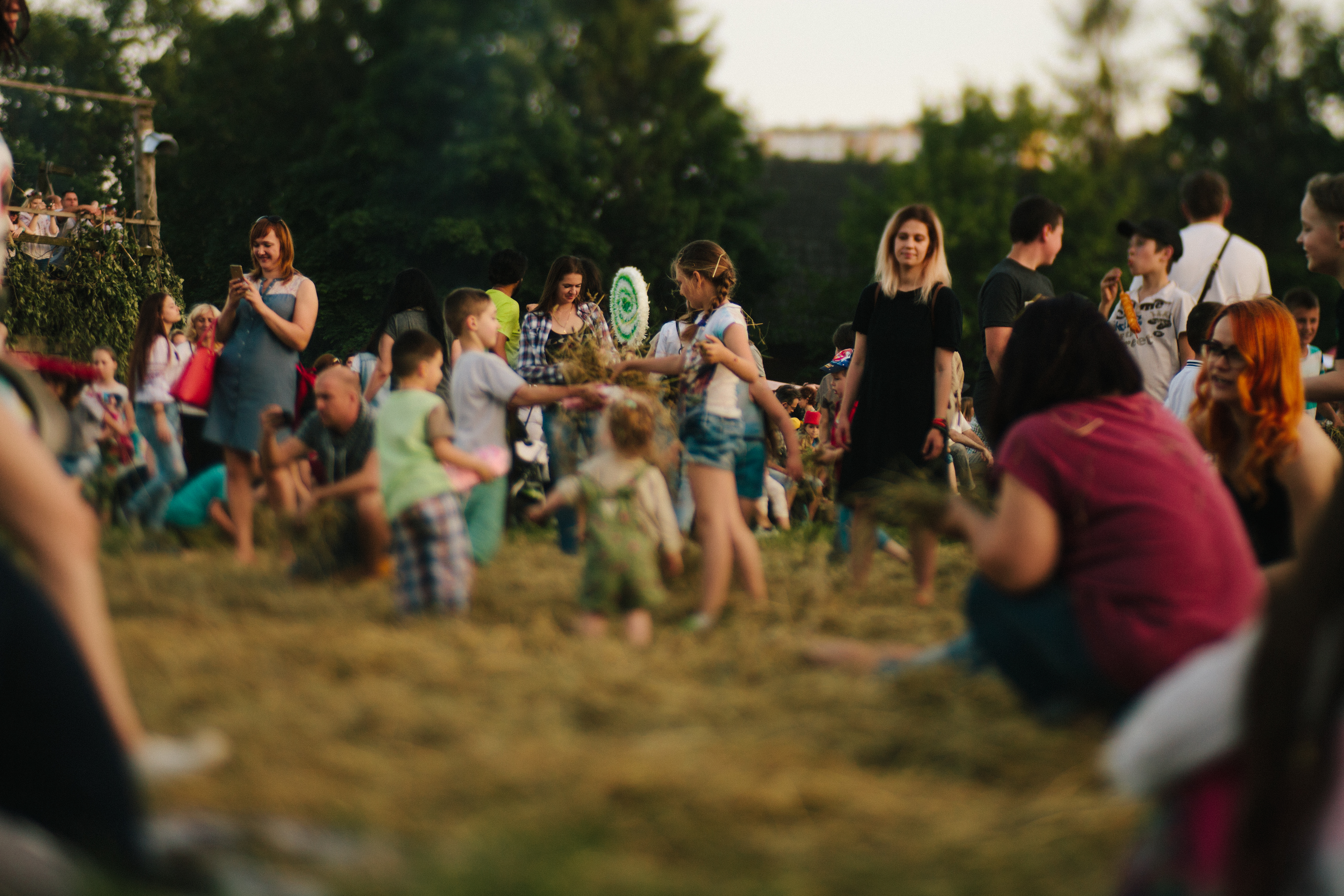
Фестивалимо! Обнова-фест 2017

### 2014
Фестиваль не проводився

### 2013
23 червня. Фестиваль був присвячений 1025-літтю Хрещення Русі-України. До цієї дати на святі була представлена виставка 300 дитячих малюнків «Для Бога я створюю найкраще».
Учасники: «Kozak System», «Мері», «Кораллі», «Пан Пупец», «Медовий полин», «Шпилясті кобзарі», «Bukovina Zaz Band»

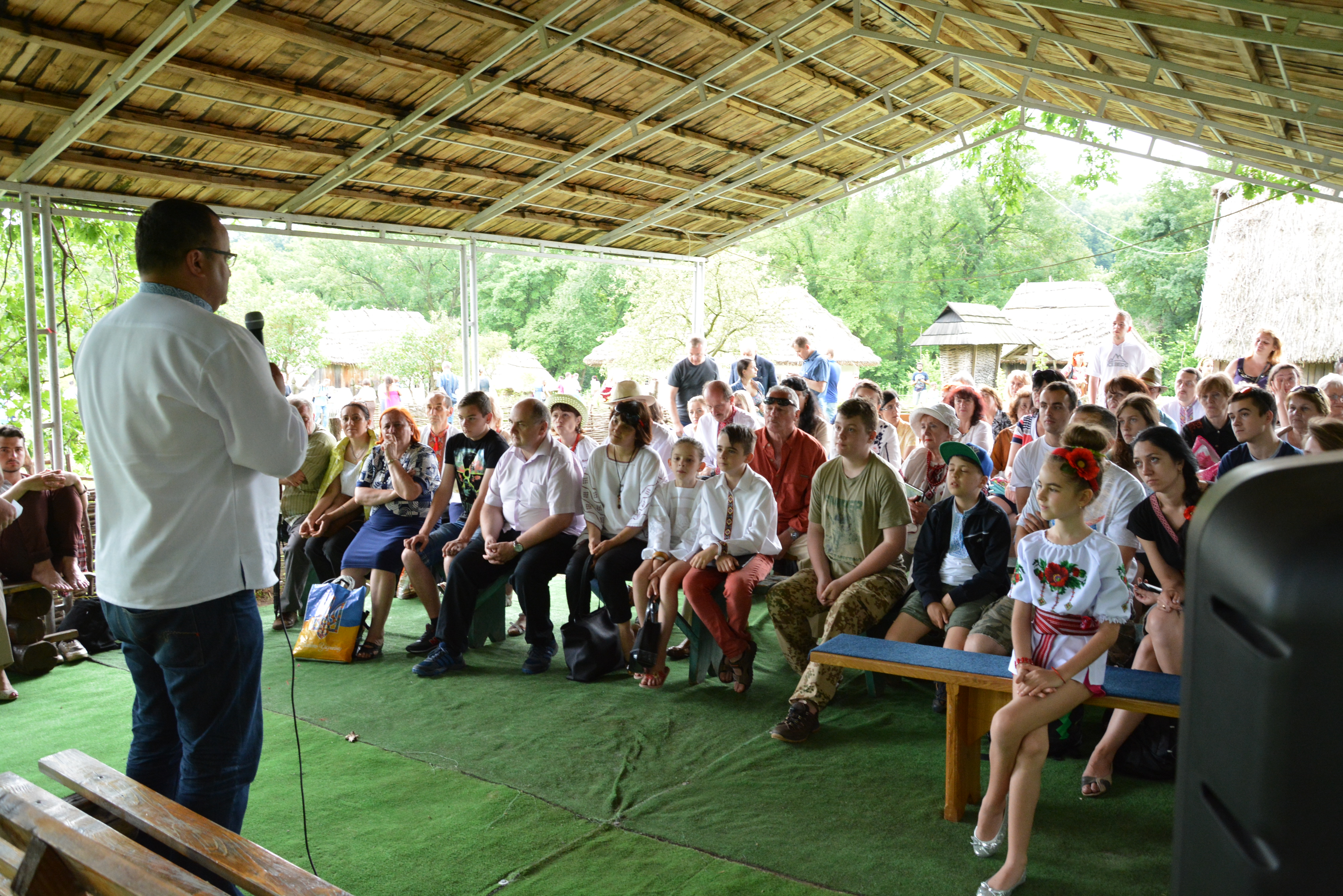
Вуличний університет. Обнова-фест 2016

Колектив «Марічка» (Чернівці), ансамбль «Три плюс чотири» (Чернівці), «Марійська дружина» церкви Різдва Пресвятої Богородиці (с. Красна, Івано-франківської області), «Добрий намір» (Івано-Франківськ),
Військово-історична дружина «Чорна Галич» (Львів), формація «Тіні вогню», творча агенція «Cool Baba», самодіяльний театр «А калина не верба» (м. Кіцмань), Чернівецьке вище комерційне училище КНТЕУ, станиця Чернівці Пласту НСОУ, українсько-німецький науково-культурний центр «Gedankendach».

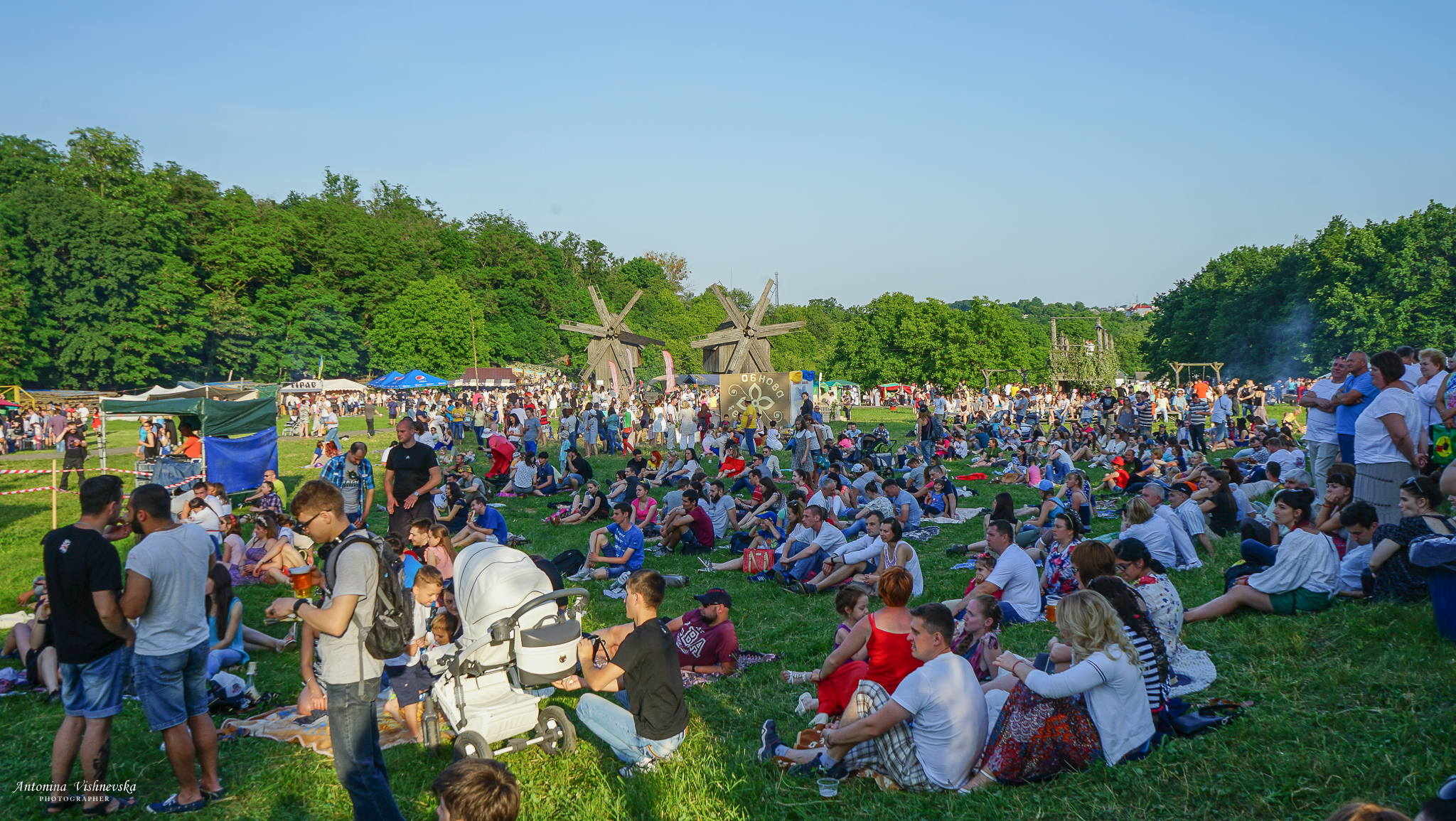
Фестивальне поле. Обнова-фест 2017

Народні майстри: Лариса Конник, Ольга Топиркіна, Анна Гульпе, Олена Тимчук, Ірина Кирилко, Віта Возняк, студія «Воїни світла» - Світлана Красовська та Наталя Суруджій, Наталка Новікова, Ярослава Манжула, Юля Левіна, Еля Ошовська, Зоряна Гаврилюк.
Літератори: Тарас Акваланг, Оксана Боровець, Іван Добруцький, Іра Загладько, Лель Цвіт, Ольга Качуровська, Роксолана Никифорук, Остап Ножак, Юля Похолюк, Василь Сливчик, Роман Стадник, Іра Фломіна, Андрій Тужиков.

### 2012
3 червня. Фестиваль святкує свій перший ювілей - 5 річницю. Запам'ятається етнофутболом на підтримку Євро 2012 в Україні, коли перед головною сценою на спеціальному майданчику грали у футбол відомі музиканти, одягнені у вишиванки.

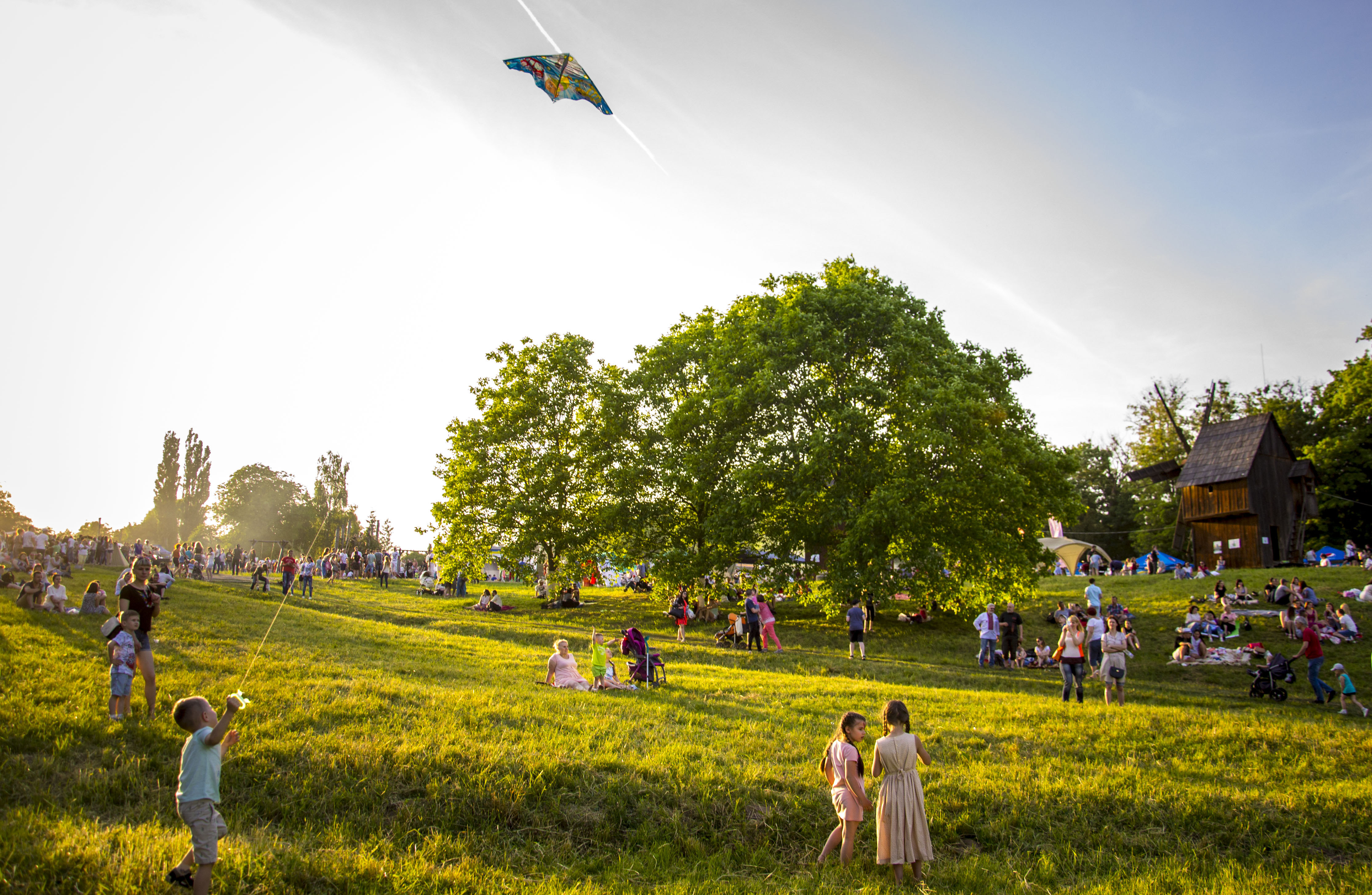
Політ. Обнова-фест 2017

Учасники: «Перкалаба», «BAndurbaND», «Гуцул Каліпсо», «Stelsi», «Серцевий напад», «Друже музико», «Фолькнери», «Веремій», Христина Охітва.
Етногурт «Гармонія», колектив «Барвистий розмай» (Чернівці), Вокальний ансамбль «Шоста нота» (Львів), ансамбль пісні і танцю «Трембіта» (Чернівці), квартнет «Classik» (Чернівці).
Літератори: Антоніна Аністратенко, Ольга Кміт, Іван Добруцький, Ірина Развадовська, Юля Бабак, Максим Дупешко, Роман Стадник, Марина Ковальчук, Хельга Ластівка, Ліза Нєсова, Сергій Оцел,  Влад Шубєнков, Наталя Єрьоменко, Богдан Стрільчик, Андрій Скородзієвський, Андрій Тужиков, Юлія Соломко, Іра Кавун, Юлія Косівчук, Олександр Мерлінеро.
Християнська етика - Марія Влад.
Нароні майстри: Зоряна Гаврилюк, Володимир Денисов, Сергій Кузнєцов, Іван Гончар, Ілля Василович, студія «Сварга» – Світлана Красовська та Наталя Суруджій, Олена Тимчук, Еля та Антон Ошовські, Ірина Кирилко, Віталій Нестерчук, Тарас Палійчук, Ярослав Васкан, Олена Мензак.
Чернівецьке вище комерційне училище КНТЕУ, ансамбль «Трембіта» (Чернівці), Станиця «Пласт» (Чернівці). 

### 2011
12 червня.
Учасники: «Ot Vinta!», «Green Silence», «Самі свої», «Тарасова ніч», «Чумацький шлях», «Sюr Band», «Полюси».
Молодша група Чернівецького міського фольклорного театру-студії «Гердан», хор «Осанна», народний театр ЦПК м. Чернівці. 
Танцювальні колективи: ансамбль «Буковина», школа «Данс авеню» (Чернівці), ансамбль «Топорівчанка» (с.Топорівці), студія сучасного танцю «ХХІ століття» (Чернівці), колектив «Неогалактика» (Чернівці)
Дизайнери: показ українського одягу від майстрині Ганни Кривобок (Чернівці), дизайн студія «Крокус» (Чернівці)
Козацький Кіш «Пресвята Покрова» (Львів), формація «Тіні вогню» (Чернівці).
Народні майстри: Еля та Антон Ошовські, Валентина Хромюк, Віталій Нестерчук, студія «Сварга» – Світлана Красовська та Наталя Суруджій, Олена Лакіза, Христина Склярчук, Катерина Пяста, Оксана Садиуглу, Олена Тимчук, Сергій Белюх, Тетяна-Ярина Харіна.
Казкар – Роман Рудюк.
Катехиза - о.Дмитро Винник, о.Володимир Боровий.

### 2010
23 травня. 

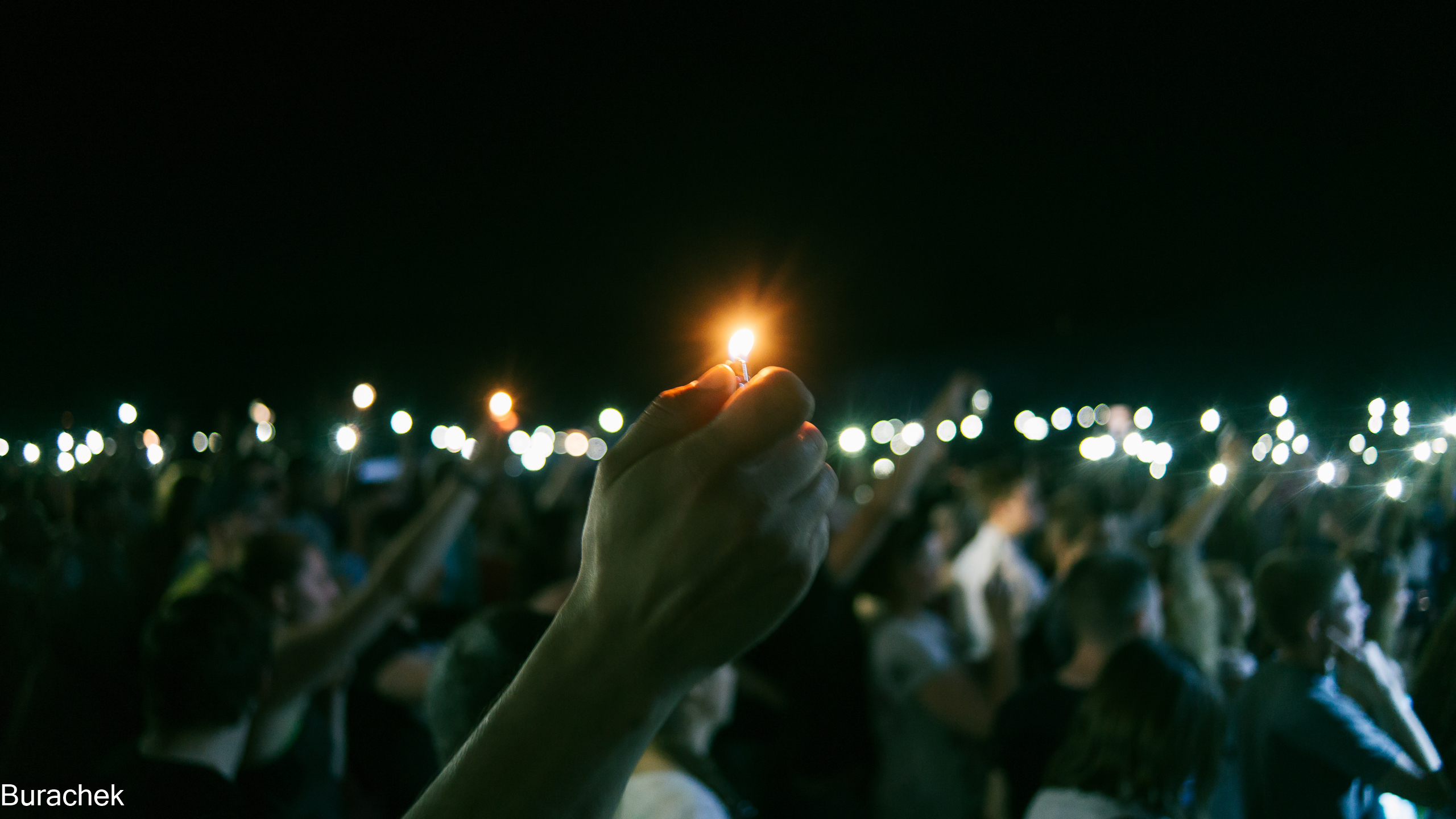
Фінал. Обнова-фест 2017

Учасники: «Фліт», «Тінь Сонця», «Ті, що падають вгору», «Оратанія», «Пестициди», «Nameless», «Знак води», «Самата», дует «Писанка», Степан Галябарда.
козацький Кіш «Пресвята Покрова» (Львів), школа «Асгарда» (Львів), формація «Тіні вогню» (Чернівці).

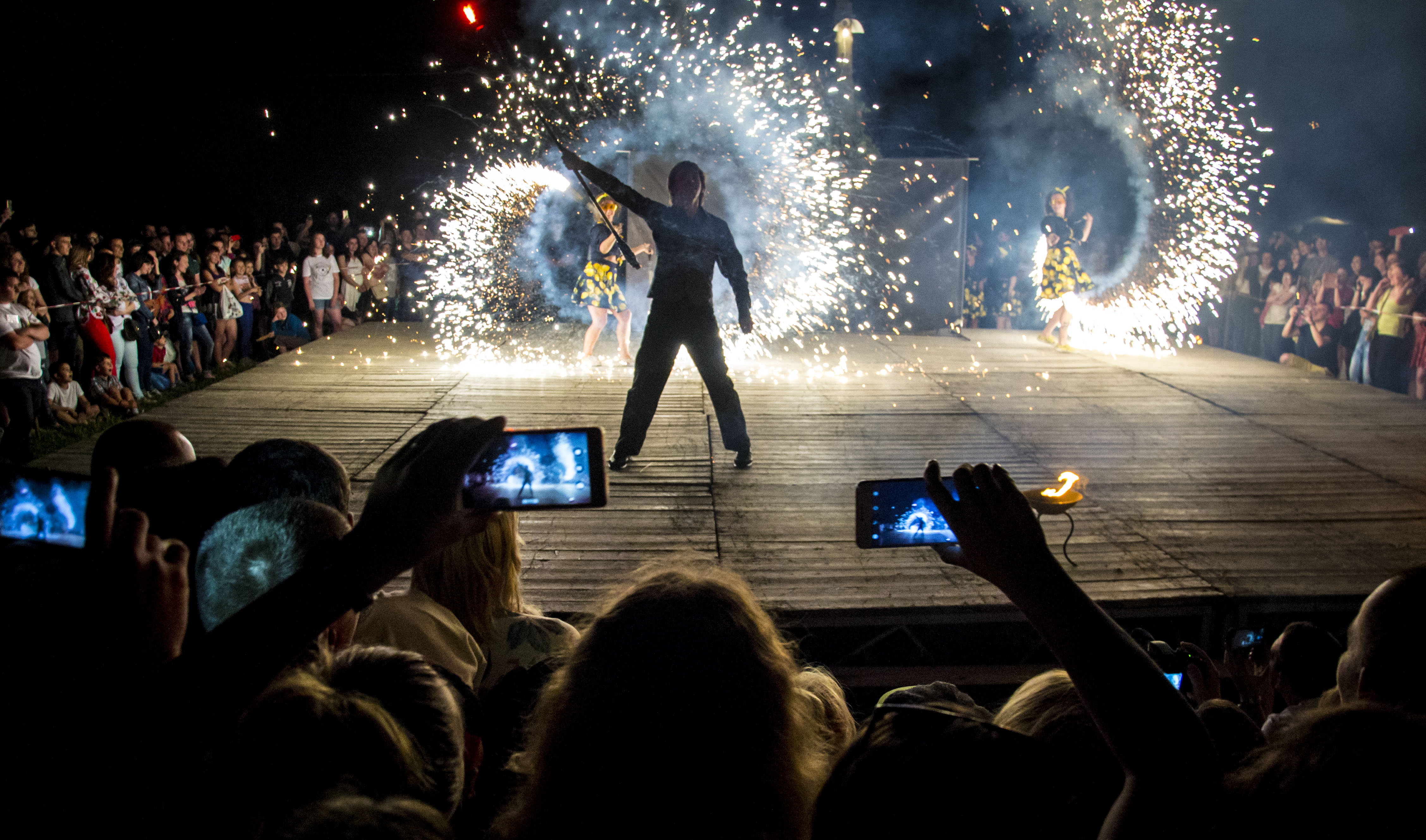
Вогневир. Обнова-фест 2017 (автор Р. Козлов)

Фольклорні колективи та театри: «Веселі молодички» (с.Звенячин), аматорський театр фольклору і етнографії «Оберіг» (Заставна), народний театр Центрального палацу культури м. Чернівці, Академічний обласний музично-драматичний театр імені Ольги Кобилянської.
Народні майстри: Іван Гончар, Ілля Василович, Лідія Остапченко, Оксана Садиуглу, Інесса Катишева, Світлана Красовська, Наталія Сурудзій (студія «Сварга»), Олена Лакіза, Володимир Ворончак
Мирянський рух «Матері в молитві».

### 2009
14 червня. 
Учасники: «Пропала грамота», «Кораллі», «Stelsi», «Кремп», «Йоко і самураї», «Перлина степу», «Тарута».
Фольклорні колективи: «Лілея», «Южинецькі молодички», «Родина», хор «Осанна», танцювальний колектив «Марцишор», театр «Гротеск», формація «Тіні вогню», школа «Бойового гопака імені Байди Вишневецького», гурт «Васеловичі».
Народні майстри: Інесса Катишева, Ярослав Пасічанський,  Володимир Ворончак, Іван Гончар, Любов Васкул, Надія Васкул, Світлана Чепишко, Ілля Васелович, Ярослава Щербань, Микола Чорнописький.

### 2008
6 липня. Перший «Обнова-фест» був присвячений присвячений 1020-літтю Хрещення Русі-України, 600-річчю Чернівців та 10-річчю діяльності Чернівецької міської молодіжної громадської організації „Товариство українських студентів-католиків „Обнова”.  
Учасники: дует «Писанка», «Мартові», «Очеретяний кіт» (проект «Микола в очереті») «Stelsi» (Чернівці), «Н.Три», «Знак Води».
Фольклорні колективи: „Южинецькі молодички” (с.Южинець), Вокальний колектив села Драчинці (чоловіча група), фольклорний колектив села Ржавинці, „Черемшина”.  
Літератори: Мирослав Лазарук, Христя Венгринюк, Леся Воронюк, Мар'ян Лазарук, Інна Стефанець.